# Eugenia mandevillensis
Eugenia mandevillensis är en myrtenväxtart som beskrevs av Ignatz Urban. Eugenia mandevillensis ingår i släktet Eugenia och familjen myrtenväxter.
Artens utbredningsområde är Jamaica.

## Underarter
Arten delas in i följande underarter:
- E. m. mandevillensis
- E. m. perratonii